# 作音楽器
作音楽器（さくおんがっき）は、弦楽器、管楽器など、鳴らすだけでは正確な音が出ない楽器のこと。
弦楽器や管楽器はそれぞれ楽器特有の癖がある。気温や湿度などの条件にも左右されやすく、鳴らしただけでは正確な音が出ない。正確な音を出すには、演奏者が自分の音感をもとにして音を作っていかなければならない。
演奏者が音を作るために一定の訓練を積まなければならないので、作音楽器という。
これに対してピアノやオルガンなどは既にメカニックに音が用意されており、打鍵で音響が発生する。一定の訓練なしにできる点で有利であるが、特殊な表現の可能性を失っているともいえ、優劣は付けがたい。